# 1809
Промислова революція •  Російська імперія • Наполеонівські війни

## Геополітична ситуація
Імператор Російської імперії — Олександр I (до 1825). Російській імперії належить більша частина України, значна частина Польщі, Грузія, Фінляндія. Україну розділено між двома державами. Королівство Галичини та Володимирії належить Австрії. Правобережжя, Лівобережжя та Крим належать Російській імперії. Задунайська Січ існує під протекторатом Османської імперії.
В Османській імперії султана Мустафу IV змінив Махмуд II (до 1839). Під владою османів перебувають Близький Схід та Єгипет, Середземноморське узбережжя Північної Африки, частина Закавказзя, значні території в Європі: Греція, Болгарія і Сербія. Васалами османів є Волощина та Молдова.
Австрійську імперію очолює Франц II (до 1835). Вона охоплює, крім власне австрійських земель, Угорщину з Хорватією, Трансильванію, Богемію. Частина колишніх імперських земель об'єдналася в Рейнський союз. Король Пруссії — Фрідріх-Вільгельм III (до 1840). Баварське королівство очолює Максиміліан I (до 1825).
Першу французьку імперію очолює Наполеон I (до 1814). Франція має колонії в Карибському басейні, Південній Америці та Індії. Вона приєднала до себе частину Італії та Іллірійські провінції. Іспанією править Жозеф Бонапарт (до 1814). Королівству Іспанія належать Нова Іспанія, Нова Гранада, Віцекоролівство Перу, Внутрішні провінції та Віцекоролівство Ріо-де-ла-Плата в Америці, Філіппіни. У Португалії королює Марія I (до 1816), але португальська столиця через французьку загрозу перемістилася в Ріо-де-Жанейро. Португалія має володіння в Бразилії, в Африці, в Індії, в Індійському океані й Індонезії. На троні Великої Британії сидить Георг III (до 1820). Британія має колонії в Північній Америці, на Карибах та в Індії.
Сполучені Штати Америки займають територію частини колишніх британських колоній та купленої у Франції Луїзіани. Посаду президента США обіймає Джеймс Медісон. Територія на півночі північноамериканського континенту належить Великій Британії, вона розділена на Нижню Канаду та Верхню Канаду, територія на півдні та заході континенту належить Іспанії.
Нижні землі займає Голландське королівство. Воно має колонії в Америці, Індонезії та на Формозі. Король Данії та Норвегії — Кристіана VII змінив Фредерік VII (до 1863), на шведському троні Густава IV Адольфа змінив Карл XIII (до 1818). На Апеннінському півострові Наполеон очолює Італійське королівство, французи також захопили континентальну частину Неаполітанського королівства.
В Ірані при владі Каджари. Імперія Маратха контролює значну частину Індостану. Зростає могутність Британської Ост-Індійської компанії. У Пенджабі існує Сикхська держава. У Бірмі править династія Конбаун, у В'єтнамі — династія Нгуєн. У Китаї володарює Династія Цін. У Японії триває період Едо.

## Події

### В Україні
- У Тростянці зведено Грот Німф.
- В Одесі споруджено перший оперний театр.
- За Шенбруннським миром Тернопільський край перейшов від Австрії до Росії.

### У світі
- 3 лютого у США на куплених у Франції землях утворено Територію Іллінойс.
- 8 лютого імператор Австрії Франц II оголосив війну Франції.
- 20 лютого друга облога Сарагоси завершилася перемогою французів.
- 4 березня Джеймс Медісон прийняв присягу президента США.
- 13 березня військовий переворот у Швеції повалив короля Густава IV Адольфа.
- 29 березня Боргоський сейм проголосив Фінляндію частиною Російської імперії при збереженні прав і привілеїв та лютеранської віри. Утворилося Велике князівство Фінляндське.
- 10 квітня зі вторгненням австрійських військ у Баварію почалася війна п'ятої коаліції.
- 3 травня Махмуд-Шах Дуррані повернув собі владу у Дурранійській імперії.
- 13 травня війська Наполеона увійшли у Відень.
- 17 травня Наполеон I оголосив анексію Папської держави, папа відлучив його від церкви.
- 21 травня австрійські війська завдали поразки Наполеону в битві під Асперном, завадивши його силам переправитися через Дунай.
- 6 червня королем Швеції обрано принца Карла, який взяв собі ім'я Карла XIII. Водночас Швеція стала конституційною монархією.
- 5—6 липня Наполеон завдав поразки австрійцям у битві під Ваграмом.
- 6 липня французи заарештували папу Пія VII.
- 16 липня Ла-Пас оголосив незалежність від іспанської корони.
- 10 серпня Еквадор оголосив незалежність від Іспанії.
- 17 вересня Росія та Швеція підписали Фредріксгамнський мирний договір, який закінчив Фінську війну, і внаслідок якої Росія захопила Фінляндію.
- 14 жовтня підписано Шенбруннський мир за яким Австрія визнавала поразку у війні з Францією і поступилася їй Іллірійськими провінціями.
- Внаслідок об'єднання Саксен-Веймару та Саксен-Айзенаху утворилося Велике герцогство Саксен-Веймар-Айзенаське.

### Наука
- Ламарк публікує «Філософію зоології».
- Роберт Фултон запатентував пароплав.
- Луї Пуансо описав два тіла Кеплера — Пуансо.
- Філіпп Пінель описав хворобу, яка буде відомою під назвою шизофренія.
- Медаль Коплі отримав майстер астрономічних інструментів Едвард Трутон.

### Культура
- Почалася публікація «Укійо-буро» (Веселих розповідей про сучасні лазні) Сікітея Самби.
- Томас Кембелл написав поему «Гертруда з Вайомінга».
- У Лондоні відкрився відбудований Королівський театр Ковент-Гарден, приміщення якого згоріло минулого року. Підвищення цін на квитки призвело до бунту за старі ціни.

## Народились
Дивись також Категорія:Народились 1809
- 4 січня — Луї Брайль, французький педагог, автор системи читання для сліпих.
- 15 січня — П'єр Жозеф Прудон, французький соціальний мислитель, теоретик анархізму.
- 19 січня — Едгар Алан По, американський письменник, поет.
- 3 лютого — Фелікс Мендельсон (Бартольді), німецький композитор, диригент, піаніст, засновник першої німецької консерваторії (Лейпциг, 1843).
- 12 лютого — Авраам Лінкольн, 16-й президент США (1861-1865).
- 24 березня — Жозеф Ліувілль, французький математик.
- 1 квітня — Гоголь Микола Васильович, письменник.
- 6 серпня — Альфред Теннісон, англійський поет.

## Померли
Дивись також Категорія:Померли 1809
- Томас Пейн